# Municipio de London (Míchigan)
El municipio de London (en inglés: London Township) es un municipio ubicado en el condado de Monroe en el estado estadounidense de Míchigan. En el año 2010 tenía una población de 3048 habitantes y una densidad poblacional de 32,8 personas por km².

## Geografía
El municipio de London se encuentra ubicado en las coordenadas 42°2′15″N 83°36′21″O / 42.03750, -83.60583. Según la Oficina del Censo de los Estados Unidos, el municipio tiene una superficie total de 92.91 km², de la cual 92.63 km² corresponden a tierra firme y (0.31%) 0.28 km² es agua.

## Demografía
Según el censo de 2010, había 3048 personas residiendo en el municipio de London. La densidad de población era de 32,8 hab./km². De los 3048 habitantes, el municipio de London estaba compuesto por el 86.65% blancos, el 9.28% eran afroamericanos, el 0.79% eran amerindios, el 0.2% eran asiáticos, el 0.07% eran isleños del Pacífico, el 0.33% eran de otras razas y el 2.69% pertenecían a dos o más razas. Del total de la población el 1.57% eran hispanos o latinos de cualquier raza.